# 나르니
나르니(이탈리아어: Narni)는 이탈리아 움브리아주 테르니도에 위치한 오래된 언덕 마을이자 코무네다. 테르니 현에 있는 네라강에 좁은 협곡 돌출부에 위치해있다. 이곳은 이탈리아의 지리적 정중앙에 아주 가깝다.

## 출신 유명 인물
- 마르쿠스 코케이우스 네르바[2] - 로마의 황제 96-98.
- 나르니의 에라스모, "가타멜라타"라고 더 알려진 유명한 콘도티에로.
- 루시 브로카델리